# Tempel van Zeus (Syracuse)

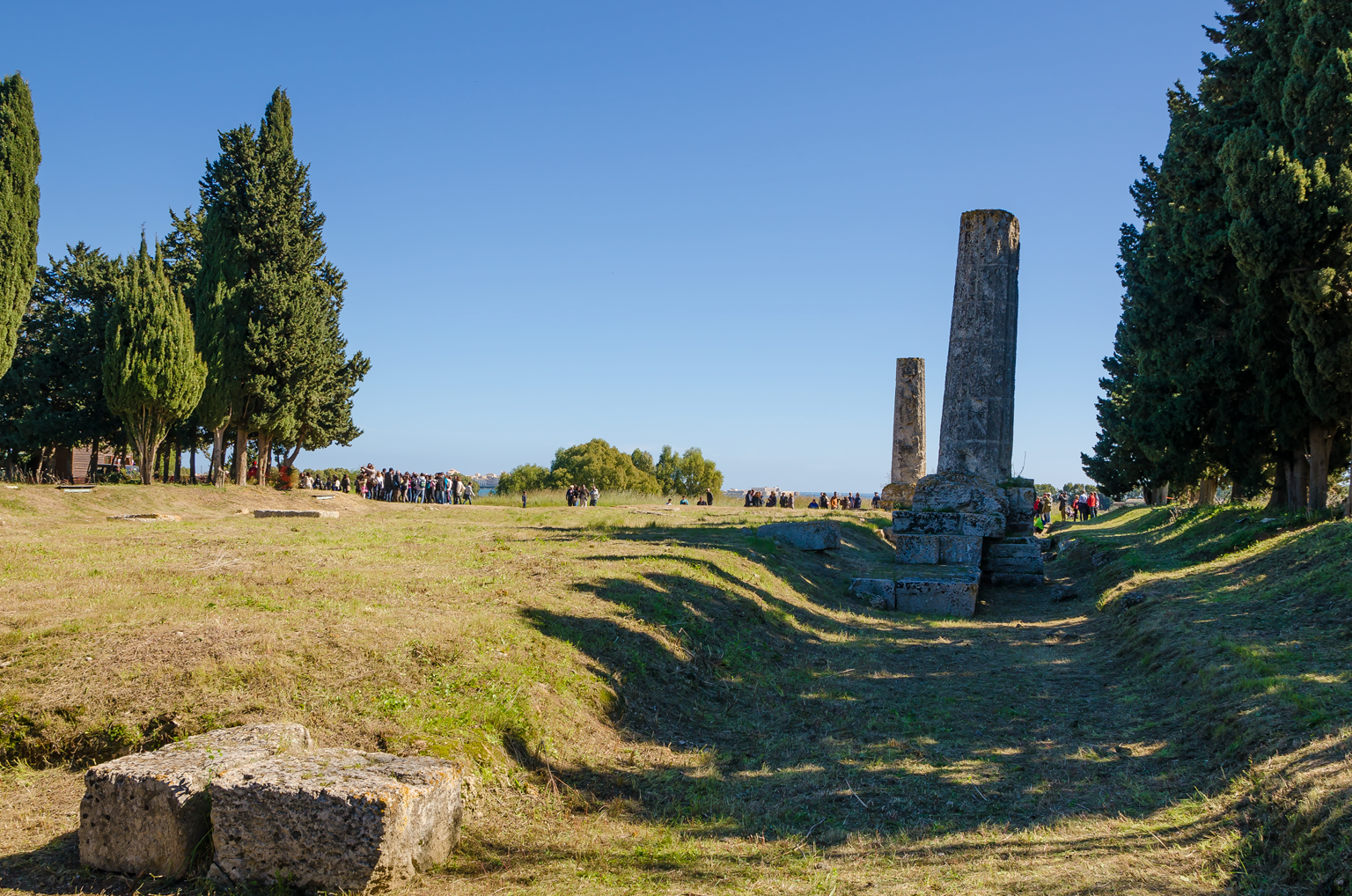
Ruïne van Tempel van Zeus in Syracuse, Italië

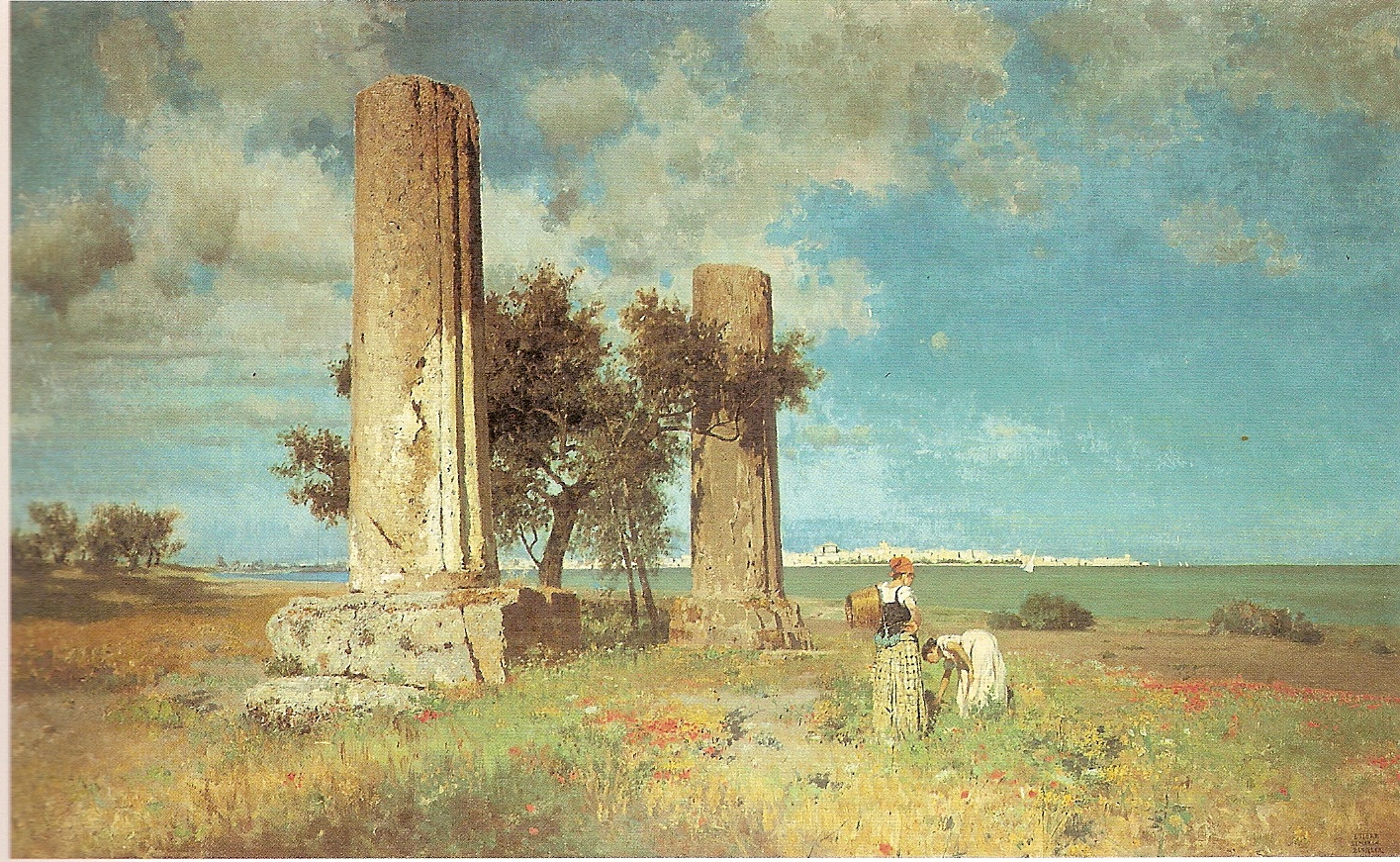
19e-eeuws schilderij door Ettore De Maria Bergler, met zicht op de Grote Baai van Syracuse

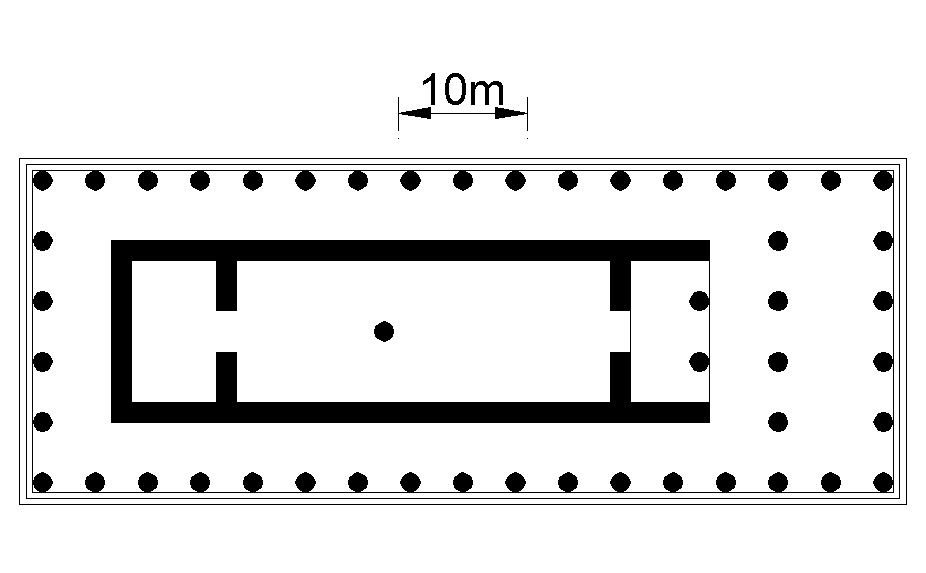
Grondplan: naos met een adyton (links) en voorportaal pronaos (rechts)

De Tempel van Zeus of het Olympeon in Syracuse, op het eiland Sicilië, is een ruïne. Het staat in een buitenwijk van de stad, namelijk in Polichne, op een heuvel die uitkijkt over de Grote Baai van Syracuse. De weg erheen heet Via Tempio di Giove.
De tempel van de Griekse oppergod Zeus dateert van begin de 6e eeuw v.Chr., in een periode dat Syracuse en andere Siciliaanse steden behoorden tot Magna Graecia. De plaatsen waren bevolkt met Griekse kolonisten.

## Historiek
De tempel van Zeus was een politiek centrale plaats voor de Syracusanen, ook al lag het een eind buiten het oude centrum. Het bouwplan is grosse modo hetzelfde als de Tempel van Apollo in Ortygia, het centrum van Syracuse.
Thucydides beschreef de buitenwijk Polichne en vermeldde dat deze vermoedelijk niet ommuurd was.
Diodoros van Sicilië schreef in de 1e eeuw v.Chr. verhalen over de tempel. Zo schreef hij hoe Hippocrates van Gela zijn kamp opsloeg op de heuvel waar de tempel staat. Hij belegerde Syracuse. Hippocrates vond een aantal Syracusanen die het goud uit de tempel plunderden, waaronder een priester. Volgens Diodoros verjoeg Hippocrates de plunderaars doch durfde hij het goud van Zeus niet aan te raken. Ook de Atheners die in 414 v.Chr. Syracuse belegerden tijdens hun Siciliaanse Expeditie, durfden het goud van Zeus niet aan te raken.
Volgens Titus Livius hadden de Carthagers (391 v.Chr.; 309 v.Chr.) en, nadien, de Romeinen (214 v.Chr.), minder scrupules dan de Grieken. De tempelschatten vormden deel van hun buit. Zowel Carthagers als Romeinen worden als de schuldigen aanzien die de tempel van Zeus grondig vernield hebben. Eeuwenlang bleven er twee zuilen overeind staan.
Er vonden drie grote opgravingen plaats: in 1893, 1902 en 1953. De archeologische bevindingen waren mager: het grootste deel van de tempel is verwoest. In 1953 werden grachten blootgelegd rond de tempel van Zeus die als verdediging hebben gediend. De grachten moesten zowel Carthagers als, nadien, de Romeinen tegen houden.

## Beschrijving
Het gebouw was rechthoekig van vorm, met afmetingen 20,5 m x 60 m. Het type was een Dorisch peripteros. Een deel van het krepis is bewaard, naast twee zuilen van de zuidelijke façade; de volledige uitsparing in de rots die werd uitgehouwen om de tempel te bouwen is zichtbaar gemaakt. 
Rondom stond een zuilengalerij die aan de ingangszijde dubbel stond. Aan de lange façade stonden zeventien zuilen, aan de korte achterzijde zes zuilen en aan de voorzijde twaalf zuilen. Ze waren 8 m hoog. Onderaan was de diameter 1,84 m. De afstand tussen de zuilen was aan de lange zijde 3,75 m en aan de korte zijde 4,08 m.
Binnen was er de cella of naos voorafgegaan door een pronaos of voorportaal. De naos kende zelf een adyton of allerheiligste plaats van de naos voor Zeus bestemd.